# Calvary
Calvary – jednostka osadnicza w Stanach Zjednoczonych, w stanie Georgia, w hrabstwie Grady.